# Chiesa di Santa Maria di Porto Salvo
La chiesa di Santa Maria di Porto Salvo è un luogo di culto cattolico di Palermo, sito nel quartiere Kalsa.

## Storia
L'intervento della Vergine, ritenuto miracoloso, favorì il rientro a Palermo della flotta vittoriosa durante la battaglia del 1524. Per volontà del popolo e del Senato Palermitano, fu posta un'immagine della Madonna per commemorare l'evento ma, ben presto è reclamata la costruzione di un edificio di culto.
La chiesa è stata progettata da Antonello Gagini nel primo quarto del XVI secolo, i lavori iniziarono nel 1526 e terminarono dopo oltre 30 anni. Il tesoriere della chiesa Giovanni di Blasco, cognato del Gagini, in quanto fratello della prima moglie defunta, incarica la corrente toscano-carrarese per la costruzione dell'edificio: Santino di Chicco di Petrancione per l'approvvigionamento di marmi e colonne, Fedele da Carona, nonché l'ormai celebre cognato per la direzione dei lavori.
Nel 1536 Antonello Gagini muore e l'opera è continuata dai due figli, Antonino e Giacomo. 
La chiesa subì un notevole ridimensionamento nel 1581 a causa del prolungamento del Cassaro voluto dal viceré di Sicilia Marcantonio Colonna che ne tagliò una parte.

## Architettura

### Esterni

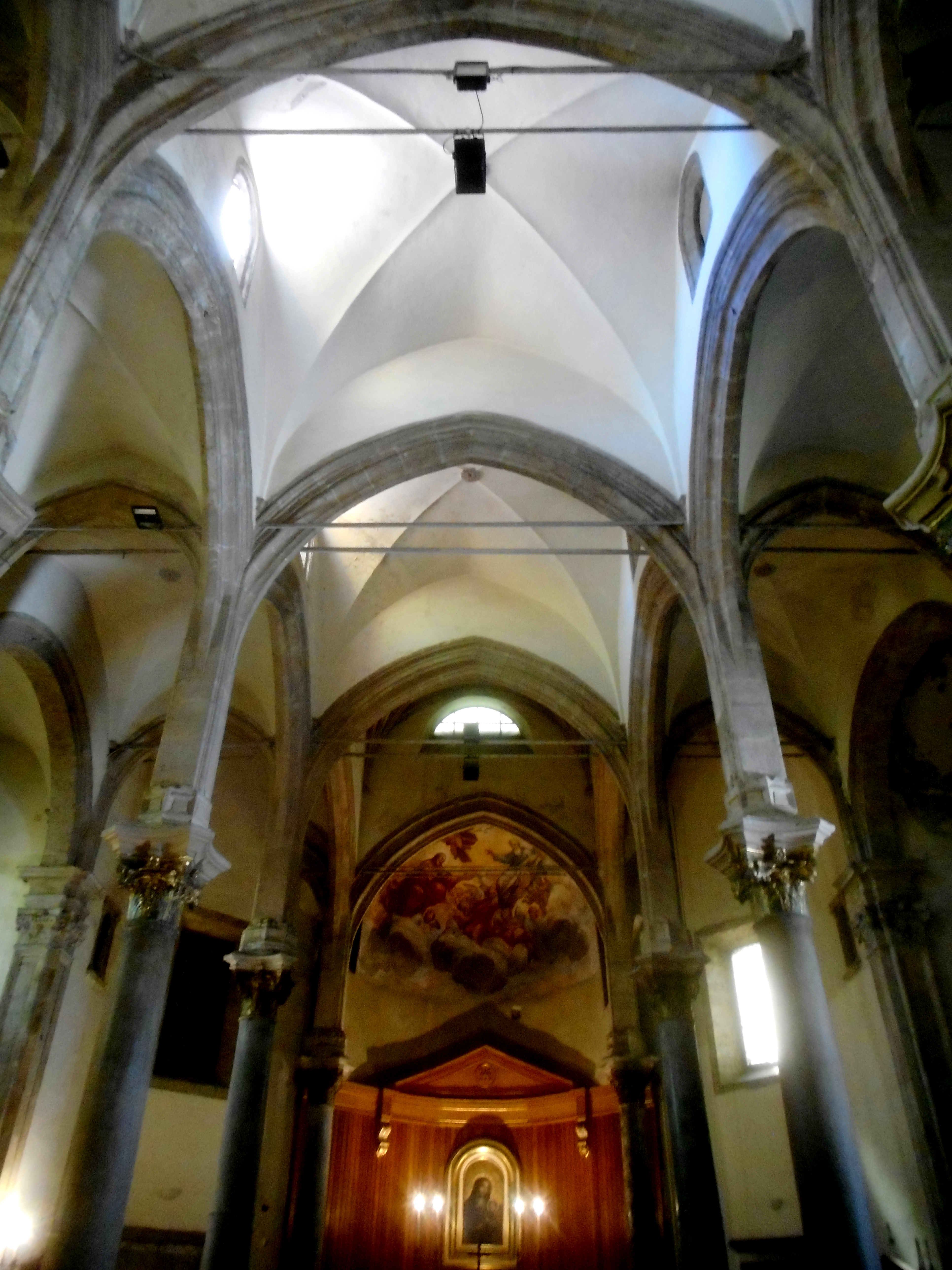
Interno

La struttura è un chiaro prodotto del prodotto cinquecentesco locale. Sul fronte settentrionale si trova la Fontana della Doganella in marmo di Billiemi. La chiesa dispone di due prospetti principali, uno sulla via Portosalvo che è tripartito, l'altro presso il Cassaro, dove troviamo uno dei portali che vennero realizzati dal figlio di Antonello Gagini, Giacomo, nel 1559. Il piccolo campanile si trova sopra il prospetto prospiciente sul Cassaro. Il taglio dello stesso Cassaro provocò delle modifiche alla struttura della chiesa con la costruzione dell'attico con lesene e un secondo cornicione.

### Interni
All'interno della chiesa troviamo tre navate separate da colonne marmoree, sui lati sono presenti delle cappelle che portano impronti stilistiche tardo-gotiche. Il tetto è affrescato da una volta stellata opera di Antonio Scaglione. Sono presenti alcune opere quali Annunciazione di Giovanni Paolo Fondulli del 1590, una Madonna del Rosario, un trittico su legno Madonna fra Santa Maria Maddalena e Sant'Antonio, l'Ultima Cena, varie tele di scuola novelliana.

## Confraternita dei Nobili
La Confraternita attestata presso la chiesa associa negozianti, forensi e gentiluomini.

## Confraternita di Santa Maria di Portosalvo
Nel 1536 il tesoriere del sodalizio è Giovanni di Blasco, cognato di Antonello Gagini.